# Vermamoeba vermiformis
Vermamoeba, Vermamoebidae
Famille
Genre
Espèce
Vermamoeba vermiformis, unique représentant du genre Vermamoeba et de la famille des Vermamoebidae, est une espèce de protistes amibozoaires de l'ordre des Arcellinida.
Cet amibozoaire peut servir de réservoir à des bactéries du genre Legionella, et peut lui-même être infecté par un virus géant, le Faustovirus.

## Étymologie
Le nom de genre Vermamoeba vient du latin vermiculus « petit ver, vermisseau », et amiba ou amœba « qui change de forme ».
L'épithète spécifique de l'espèce type, vermiformis, fait aussi référence à la forme de cette amibe.

## Description
Vermamoeba est une amibe vermiforme, de section subcylindrique, jamais claviforme. Le rapport longueur sur largeur est supérieur à 6. Elle présente un chapeau hyalin antérieur stable, parfois un petit uroïde (queue) bulbeux. Elle se ramifie souvent lorsqu’en se déplaçant elle change de direction, formant temporairement deux ou plusieurs pseudopodes.
L’espèce Vermamoeba vermiformis a une forme locomotrice monopodiale avec une zone hyaline antérieure proéminente. Sa locomotion est régulière, non éruptive. Son cytoplasme ne renferme pas de cristaux cytoplasmiques proéminents mais fréquemment de nombreux petits cristaux. Elle a souvent une vacuole contractile. Elle forme des kystes bilaminaires ronds ou légèrement ovales et lisses. L’ultrastructure montre un glycocalyx mince, certains avec des structures de surface en forme de coupe, d'environ 12,5 µm de diamètre. Les mitochondries, des espèces examinées, s'allongent parfois.
Vermamoeba vermiformis se distingue des autres amibes de type « limax » (c'est-à-dire ressemblant aux mollusques du genre Limax), de la classe des Heterolobosea et des familles des Amoebidae et des Leptomyxidae.

## Galerie

Divers aspects de l'amibe Vermamoeba vermiformis = Hartmannella vermiformis
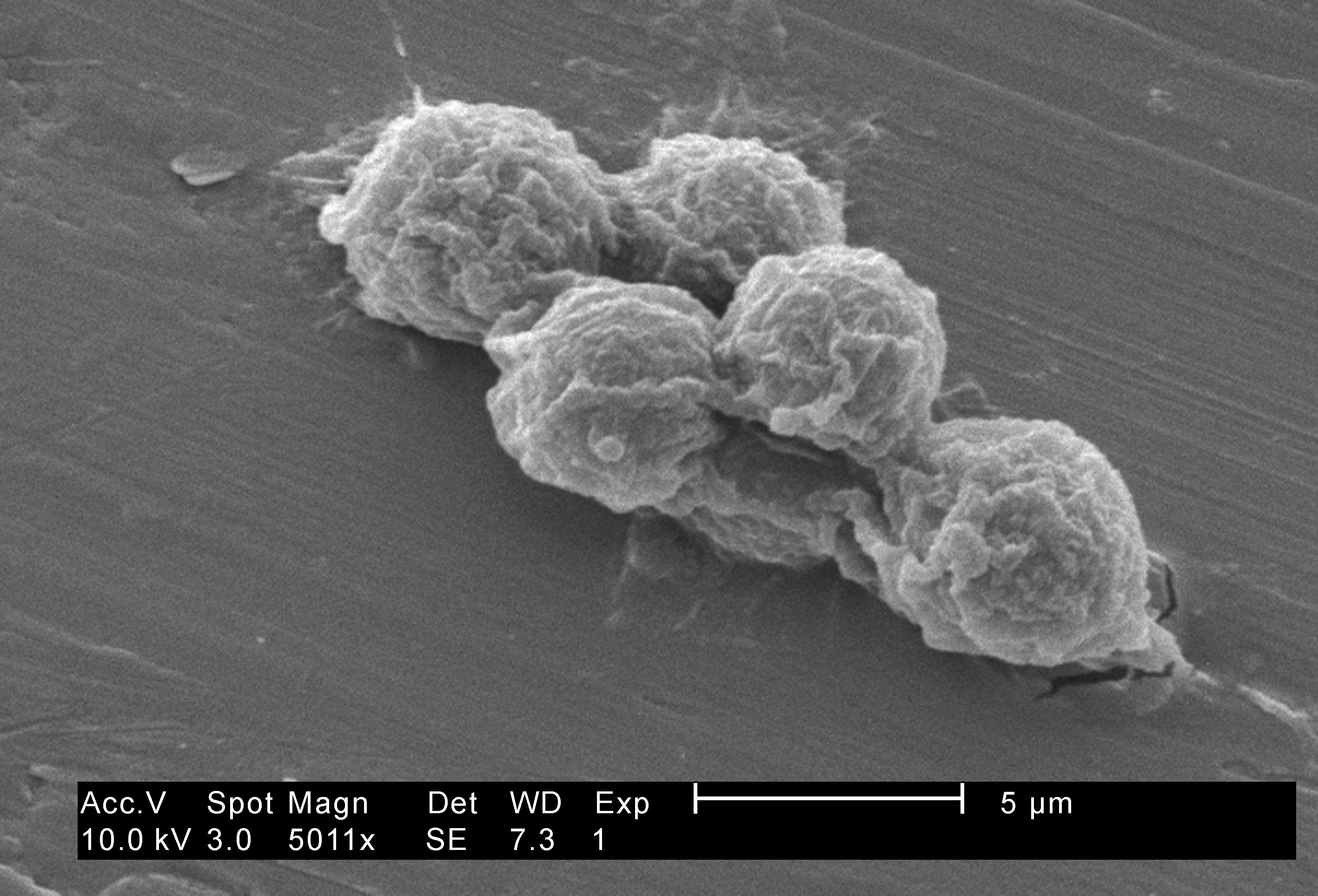
Petit groupe de Trophozoïtes de V. vermiformis (microscope électronique, en 2002, alors appelées Hartmannella vermiformis.
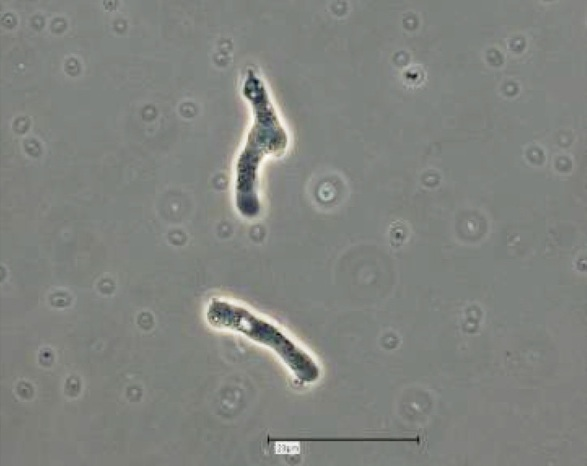
Trophozoites, morphologie monopodiale typique. Saline amibienne. Contraste de phase. Barre (échelle) : 20 µm.
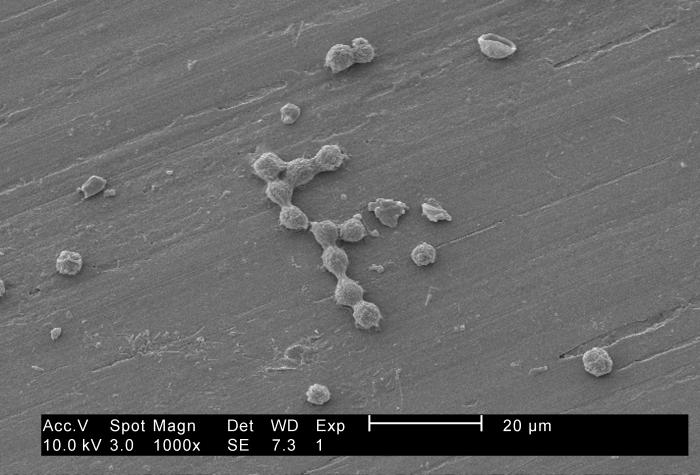
Kystes de V. vermiformis. Microscope électronique à balayage (MEB), 1000X
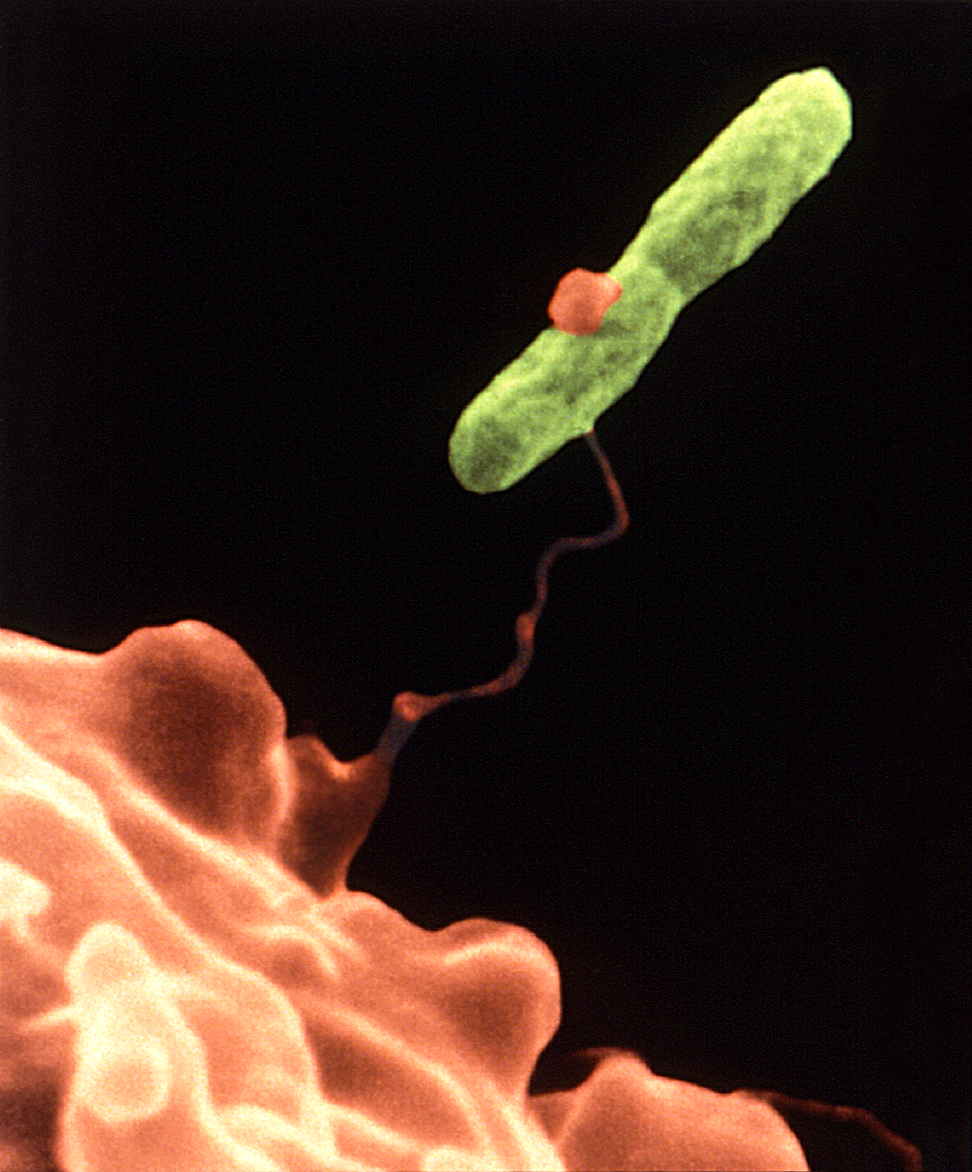
V. vermiformis (orange) piégeant une bactérie Legionella pneumophila (verte) avec un pseudopode étendu.

## Habitat
L'espèce Vermamoeba vermiformis est largement répandue en eau douce, et est également une espèce marine.

## Systématique

### Nom
Le nom valide complet (avec auteur) de ce taxon est Vermamoeba vermiformis (Page, 1967).

### Synonymie
Cette espèce portait auparavant le nom de Hartmannella vermiformis Page, 1967

### Phylogénie
Des études phylogénétiques basées sur l'analyse du gène ARNr 18S ont démontré que Vermamoeba vermiformis, classé initialement dans le genre Hartmannella sur la base des observations microscopiques et de ses capacités locomotrices, est en fait plus proche du genre Echinamoeba que de celui de Hartmannella. Avec l'appui des différences phénotypiques, cela a justifié la création d'un nouveau genre Vermamoeba ainsi que d'une nouvelle famille Vermamoebidae dans l'ordre des Echinamoebida.

## Publication originale
- (en) Alexey V. Smirnov, Ema Chao, Elena S. Nassonova, Thomas Cavalier-Smith et Alexey N. Smirnov, « A revised classification of naked lobose amoebae (Amoebozoa: lobosa) », Protist, Elsevier, vol. 162, no 4,‎ 28 juillet 2011, p. 545-570 (ISSN 1434-4610 et 1618-0941, PMID 21798804, DOI 10.1016/J.PROTIS.2011.04.004).

- (en) Yonas I. Tekle et Hanna Tefera, « A Small Genome amidst the Giants: Evidence of Genome Reduction in a Small Tubulinid Free-Living Amoeba », Genome Biology and Evolution, vol. 16, no 3,‎ 2024, p. 1-11 (e-ISSN 1759-6653, DOI https://doi.org/10.1093/gbe/evae058).